# Ortobicúpula quadrada
Em geometria, a ortobicúpula quadrada é um dos sólidos de Johnson (J28). Como seu nome sugere, pode ser construída unindo-se duas cúpulas quadradadas (J4) por suas bases octogonais, de forma que encaixem faces similares entre si. Ao rotacionar uma das cúpulas em 45 graus antes de uni-la com a outra se obtém uma girobicúpula quadrada (J29).